# Constanze Mozart
Constanze Mozart (Zell im Wiesental, 5 januari 1762 – Salzburg, 6 maart 1842; geboren Weber), was een Oostenrijkse zangeres en was de vrouw van Wolfgang Amadeus Mozart. Zij was een nicht van de componist Carl Maria von Weber. 

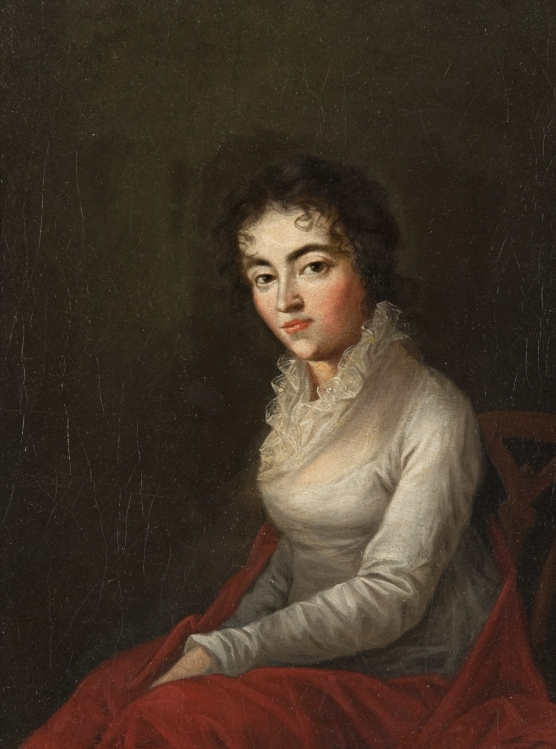
Constanze Mozart
(1782), Joseph Lange, Hunterian

Constanze ontmoette Mozart in 1777 in Mannheim. In eerste instantie werd Mozart verliefd op haar twee jaar oudere zuster Aloysia Weber, maar nadat hij door haar werd afgewezen, trouwde hij op 4 augustus 1782 met Constanze. Zij kregen zes kinderen van wie er maar twee – Carl Thomas en Franz Xaver Wolfgang – de kindertijd overleefden.
Na de vroege dood van Mozart in 1791 hertrouwde ze met Georg Nikolaus von Nissen in 1809. Tot 1820 woonde zij met deze Deen in Kopenhagen. Daarna verhuisden ze naar Salzburg waar zij samen begonnen te werken aan een biografie over Wolfgang Amadeus, die Constanze na het overlijden van haar tweede echtgenoot in 1829 voltooide met de hulp van Johann Heinrich Feuerstein.
- Bibsys: 90571738
- Biblioteca Nacional de España: XX1042213
- Bibliothèque nationale de France: cb121551991 (data)
- CiNii: DA12918897
- Digitale Bibliotheek voor de Nederlandse Letteren: moza003
- Gemeinsame Normdatei: 11873721X
- International Standard Name Identifier: 0000 0000 8091 3272
- Library of Congress Control Number: n81139238
- MusicBrainz: d3c03d48-c2cb-4eed-8dbc-a38731f07f0e
- Bibliotheek van het Japanse parlement: 00621181
- Nationale Bibliotheek van Tsjechië: kup20000000067574
- Nationale Bibliotheek van Israël: 987007265632805171
- Nationale Bibliotheek van Polen: a0000001834976
- Nederlandse Thesaurus van Auteursnamen: 075163276
- Réseau des bibliothèques de Suisse occidentale: 02-A003642499
- LIBRIS: 206412
- SNAC: w6h71k26
- Système universitaire de documentation: 030059003
- Virtual International Authority File: 12345861
- WorldCat: E39PBJtMmyrFTrpm73jk43HV4q